# Miyuki Fukumoto
Miyuki Fukumoto (japanisch 福本 幸 Fukumoto Miyuki; * 4. Januar 1977 in der Präfektur Osaka als Miyuki Aoyama) ist eine japanische Leichtathletin, die sich auf den Hochsprung spezialisiert hat.

## Sportliche Laufbahn
Erste internationale Erfahrungen sammelte Miyuki Fukumoto im Jahr 2000, als sie bei den Asienmeisterschaften in Jakarta mit übersprungenen 1,75 m den sechsten Platz belegte. 2003 gewann sie bei den Asienmeisterschaften in Manila mit 1,84 m die Silbermedaille hinter der Vietnamesin Bùi Thị Nhung und im Jahr darauf siegte sie bei den erstmals ausgetragenen Hallenasienmeisterschaften in Teheran mit einer Höhe von 1,83 m. 2005 belegte sie bei den Asienmeisterschaften in Incheon mit 1,80 m den neunten Platz und im Jahr darauf wurde sie bei den Hallenasienmeisterschaften in Pattaya mit 1,85 m Vierte. Im Dezember nahm sie erstmals an den Asienspielen in Doha teil und erreichte dort mit einem Sprung über 1,84 m Rang fünf. 2007 wurde sie bei den Asienmeisterschaften in Amman mit 1,88 m Vierte und schied anschließend bei den Weltmeisterschaften in Osaka mit 1,84 m in der Qualifikation aus.
Bei den Leichtathletik-Asienmeisterschaften 2011 in Kōbe erreichte sie mit 1,80 m Rang sieben. Im Jahr darauf wurde sie bei den Hallenasienmeisterschaften in Hangzhou mit 1,75 m Sechste und 2013 belegte sie bei den Asienmeisterschaften in Pune mit 1,86 m den fünften Platz, ehe sie bei den Weltmeisterschaften in Moskau mit 1,78 m in der Qualifikation ausschied. 2014 nahm sie erneut an den Asienspielen in Incheon teil und klassierte sich dort mit 1,80 m auf dem neunten Platz.
In den Jahren 2006 und 2007, 2009, 2011 und 2013 wurde Fukumoto japanische Meisterin im Hochsprung.